# Tiznoland
Tiznoland is het 107de stripverhaal van De Kiekeboes. De reeks wordt getekend door striptekenaar Merho. Het album verscheen op 16 november 2005.

## Verhaal
Marcel Kiekeboe krijgt bezoek van Filip Buster, die beweert dat het paneel van De Rechtvaardige Rechters onder zijn keukenvloer begraven ligt. Buster zegt dat alle schade van het openbreken vergoed zal worden en dat ze er een vindersloon van 10.000 euro bovenop krijgen. Charlotte krijgt argwaan en wil niet dat ze de vloer openbreken. Ze stuurt Filip weg.
Filip Buster en Marcel, die de som van 10.000 euro maar al te graag wil hebben, zorgen ervoor dat de familie Kiekeboe een reisje naar het op dat moment zeer populaire Tiznoland wint. Maar omdat ze op het vliegveld van Tiznoland per ongeluk de verkeerde koffer meenemen, worden ze beschouwd als spionnen ...

## Achtergronden bij het verhaal
- Tiznoland is een woordspeling op Disneyland en "it is no land" ("het is geen land")
- Voor de eerste pagina begint, krijgen we reclame voor Tiznoland te zien. De website www.tiznoland.com heeft echt bestaan.
- Tiznoland is gelegen in "Carcas", een woordspeling op de hoofdstad van Venezuela, Caracas en het woord karkas.
- Filip Buster is een woordspeling op "filibuster".
- De plot rond het verdwenen paneel van "De Rechtvaardige Rechters" en Arsène Goedertier zijn gebaseerd op waargebeurde feiten. Eerder verwees Merho ook al naar dit verdwenen paneel in het album De Ka-Fhaar.
- In het album werd beroep gedaan op diverse attracties uit o.a. Walibi Belgium en Bobbejaanland. Zo zijn onder andere Cobra en Aqualibi uit Walibi Belgium en Typhoon uit Bobbejaanland herkenbaar.
- In strook 15 spreekt Fanny af met Jens in het café "Het verkeerde keelgat". Dit is een woordspeling op de uitdrukking "iets in het verkeerde keelgat schieten", waarmee bedoeld wordt dat iemand zich beledigd voelt door andermans' uitspraken.
- Konstantinopel wint de reis via een quiz op de radiozender "Sound Zero", een woordspeling op Ground Zero.
- De koffer van Fanny is van het merk "Samsonday", een woordspeling op de koffers van Samsonite.
- In strook 20 zien we dat de werken in Kiekeboe's keuken door "Afbraakwerken Schimmel" worden uitgevoerd. Schimmel staat er om bekend dat het stoffen afbreekt.
- De goedkope vlucht naar Tiznoland van "Rain Air" is een woordspeling en tevens parodie op Ryanair.
- "Pino en Tina Colada" zijn woordspelingen op de Spaanse cocktail Pina colada.
- In de vrachtwagen zingt "Tadeus Janssen" twee liedjes. Blues ain't nothin' but a good woman on your mind van Don Covay en Sun's gonna shine in my backdoor someday van Flatt and Scruggs.
- "Ernesto Daffodil" chanteert "Leonard Leopard" door een nieuw format uit te werken: "Tizninix", een woordspeling op Het is niet niets.
- In strook 83 zingt Tadeus In the Pines voor Fanny. Dit is een bluesnummer van Leadbelly, in 1994 nog gecoverd door Nirvana als "Where Did You Sleep Last Night".
- In strook 84 vliegt de familie Kiekeboe boven buurland "Quantacosta", een woordspeling op quanta costa?,Italiaans voor Hoeveel kost dat?.
- In strook 87 zien we Fanny "Café Pousse" binnengaan. Dit is een woordspeling op Pousse-café.
- Dirk Stallaert, die destijds mee "De Kiekeboes" tekende, heeft een cameo in dit album.